# Лысянка (река)
Лысянка (укр. Лисянка) — левый приток реки Ирклей (Ирклец), протекающий по Черкасскому району (Черкасская область, Украина).

## География
Длина — 12, 17,3 км. Площадь водосборного бассейна — 60,1, 58 км².
Берёт начало юго-западнее села Вдовичино. Река течёт на восток. Впадает в водохранилище на реке Ирклей (на 10-км от её устья, в 1957 году — на 6,8-км) западнее села Чернече.
Русло средне-извилистое, в верховье пересыхает. На реке есть пруды. Питание смешанное с преобладающим снеговым. Ледостав длится с начала декабря по середину марта. Пойма заболоченная, частично с лесными насаждениями.
Притоки (от истока до устья): безымянные ручьи.
Населённые пункты на реке (от истока до устья):
1. Вдовичино
2. Ивановка